# Antunovac
 Ovo je glavno značenje pojma Antunovac. Za druga značenja pogledajte Antunovac (razdvojba).
Antunovac je općina u Hrvatskoj. Smještena je u Osječko-baranjskoj županiji.

## Zemljopis
Općina Antunovac smještena je 5 km južno od Osijeka u Osječko-baranjskoj županiji, a čine ju dva naselja: 
- Antunovac (gdje je i sjedište općine)
- Ivanovac (gdje je sjedište Župe).

Ukupna površina je 57 km2.
Od toga poljoprivredne površine čini 4999 ha, a šumske površine 111 ha

## Stanovništvo
Prema popisu stanovištva iz 2001. godine općina Antunovac imala je 3559 stanovnika, raspoređenih u 2 naselja:
- Antunovac – 2283
- Ivanovac – 1276

Nacionalni sastav, 2001.
- Hrvati – 3345 (93,99)
- Srbi – 93 (2,61)
- Mađari – 50 (1,40)
- Nijemci – 12 (0,34)
- Slovenci – 7 (0,20)
- Bošnjaci – 4
- Albanci – 1
- Poljaci – 1
- Talijani – 1
- Turci – 1
- ostali – 8 (0,22)
- neopredijeljeni – 31 (0,87)
- nepoznato – 5 (0,14)

Prema popisu stanovništva iz 2011. godine općina je imala 3703 stnovnika, od toga u naseljima:
- Antunovac – 2181 i
- Ivanovac – 1522[4]

| broj stanovnika | 521   | 1325  | 1312  | 1748  | 1807  | 2066  | 2285  | 2555  | 3787  | 3468  | 3889  | 4201  | 4152  | 4246  | 3559  | 3703  | 3411  |
|                 | 1857. | 1869. | 1880. | 1890. | 1900. | 1910. | 1921. | 1931. | 1948. | 1953. | 1961. | 1971. | 1981. | 1991. | 2001. | 2011. | 2021. |

| broj stanovnika | 158   | 344   | 483   | 812   | 862   | 962   | 1144  | 1402  | 2184  | 1968  | 2422  | 2659  | 2579  | 2692  | 2283  | 2181  | 2036  |
|                 | 1857. | 1869. | 1880. | 1890. | 1900. | 1910. | 1921. | 1931. | 1948. | 1953. | 1961. | 1971. | 1981. | 1991. | 2001. | 2011. | 2021. |

## Povijest
Naselje Antunovac u pisanim tragovima se spominje 1839. godine pod mađarskim nazivom Antafalu, a hrvatsku inačicu Antunovac nalazimo iz 1851. godine. Porijeklo imena vezano je uz spomen nekadašnjem vlasniku posjeda Antunu Adamoviću. Već 1880. godine na posjedu grofa Adamovića starosjedioci Mađari sagradili su kapelu Sv. Antuna. Zanimljiv je i podatak da se sve do 1924. godine u ovom mjestu govorilo mađarskim jezikom. U razdoblju od 1900. do 1992. godine naselje je nosilo ime Tenjski Antunovac, a od tada nosi prvotni, stari naziv Antunovac. Od kraja 1944. godine pa sve do 1953. godine, shodno povijesnim događanjima na ovim područjima nacionalna struktura stanovništva se mijenja kako u Antunovcu tako i u Ivanovcu, gdje su prvotni nasljenici njemačke nacionalnosti protjerivani, a u napuštene kuće se uglavnom useljava stanovništvo iz Hrvatskog zagorja i Dalmacije, koje se doseljava u potrazi za plodnom zemljom te se vrši nova razdioba zemljišta naseljenicima.
Iako se prvi pisani tragovi spomena naselja Ivanovac odnosno Ivanfalo nalaze, premda ne na istom lokalitetu, u popisu papine desetine 1332. godine, a posebno u popisu posjeda plemića Gašpara Korođa iz 1469. godine, zasigurno znamo da je Ivanovac na ovom današnjem lokalitetu, na tada praznom mjsetu naseljene 1836. godine i od tada se razvija. Naziv mjesta se zadržao sve do dolaska novoga vlasnika velikog dijela zemljišta pokraj Antunovca i Ivanovca, srbina Jovana Maksimovića, te se pod velikim političkim utjecajem naziv mjesta 1875. godine mijenja u Jovanovac. Promjenama na vanjsko-političkom planu, te osnivanjem samostalne Republike Hrvatske i raskidanjem svih državnopravnih sveza 1991. godine s dotadašnjom SFRJ počinje borba za neovisnost. U Domovinskom ratu mještani su prognani iz svojih domova, a od 5. prosinca 1991. godine Antunovac je okupiran. Već 1992. godine mještani se počinju vraćati u svoje domove u Ivanovcu, a završetkom Domovinskog rata 1995. godine, tijekom procesa mirne reintegracije, u napuštene domove vraćaju se i mještani Antunovca. Ivan Anušić bio je načelnik općine od 2005. do 2017. godine.

## Poznate osobe
- Vjekoslav Žnidarec – kipar naivne umjetnosti
- Zdenko Radovanić – akademski slikar i magistar slikarstva[6]
- Ivan Anušić – bivši načelnik općine, ministar obrane u petnaestoj i šesnaestoj Vladi Republike Hrvatske

## Spomenici i znamenitosti
- Zidine, srednjovjekovna tvrđava mađarske plemićke obitelji Körög iz 1250. godine
- Župna crkva Sv. Rozalije u Ivanovcu, sagrađena 1904., obnovljena nakon Domovinskog rata[7]
- Crkva Sv. Antuna u Antunovcu, sagrađena 1836., obnovljena nakon Domovinskog rata, od 2010. godine uređena i kao spomen-kapelica poginulih hrvatskih branitelja[8][9]
- Crkva sv. Antuna u Antunovcu, nova crkva, čija izgradnja je započela 2006. godine[10]
- Spomen-obilježje Bijeli križ, podignuto 2021. godine kraj pustare Seleš, u spomen na osamnaest hrvatskih branitelja poginulih ili nestalih tijekom borbi na južnoj obrambenoj liniji grada Osijeka, u vremenu od 6. listopada do 22. studenoga 1991. godine[11][12]

## Obrazovanje
- Osnovna škola "Antunovac"[13]
- Područna škola "Ivanovac"

## Kultura
- Kulturno-umjetničko društvo "Klasje Slavonije" Ivanovac-Antunovac, osnovano 1999. godine[14]

## Šport
- NK Vitez '92, Antunovac
- NK Slavonija, Ivanovac
- ŽOK Vitez '11 Antunovac, Antunovac
- ŽOK Antero Antunovac, Antunovac

## Vanjske poveznice
Mrežna mjesta
- Službena stranica Općine Antunovac
- Gospodarska zona Antunovac
- Župa Ivanovac[neaktivna poveznica]